# Into the Mirror
Into the Mirror (en hangul, 거울 속으로) es una película de K-Horror del 2003, sobre una serie de muertes horribles en una tienda por departamentos, en todas las cuales participan espejos. Fue la primera película del director Kim Sung-ho.
En los EE. UU. se realizó otra versión llamada Mirrors. La historia fue alterada en gran parte, aunque la idea básica y algunas escenas se mantuvieron intactas.

## Trama
Después de un incendio ocurrido un año atrás, un centro comercial va a reabrir sus puertas. Varios días antes de la inauguración, algunos de sus empleados aparecen muertos. Una extraña coincidencia se repite en los cuerpos: todos han sido asesinados con la mano contraria a la que solían utilizar.
Un agente de seguridad del centro comercial, ex-policía, tomará esta pista como base de su investigación, lo que le llevará a descubrir una realidad paralela... el otro lado del espejo.

## Reparto
- Yoo Ji-tae como Wu Young-min.
- Kim Hye-na como Lee Ji-Hyun.[2]
- Kim Myung-min como Ha Hyun-su.
- Moon Geun Young